# Långkässlingen
Långkässlingen är en sjö i Söderhamns kommun i Hälsingland och ingår i Ljusnan-Skärjåns kustområde. Sjön är 7,7 meter djup, har en yta på 0,13 kvadratkilometer och befinner sig 102,3 meter över havet. Sjön avvattnas av vattendraget Kvarnån.

## Delavrinningsområde
Långkässlingen ingår i det delavrinningsområde (678734-155736) som SMHI kallar för Utloppet av Storbillingen. Medelhöjden är 113 meter över havet och ytan är 2,52 kvadratkilometer. Det finns inga avrinningsområden uppströms utan avrinningsområdet är högsta punkten. Avrinningsområdets utflöde Kvarnån mynnar i havet. Avrinningsområdet består mestadels av skog (71 procent). Avrinningsområdet har 1,08 kvadratkilometer vattenytor vilket ger det en sjöprocent på 14,5 procent.